# Euphorbia ballyana
Euphorbia ballyana là một loài thực vật có hoa trong họ Đại kích. Loài này được Rauh mô tả khoa học đầu tiên năm 1966.